# Timokratie
Timokratie (von altgriechisch τιμή timé, deutsch ‚Schätzung‘, ‚Ehre‘ und κράτος krátos, deutsch ‚Herrschaft‘), übersetzt: ‚Herrschaft der Angesehenen’ oder ,Herrschaft der Besitzenden‘, auch Geldaristokratie genannt, bei Platon die „Herrschaft der Wächter“, ist eine Herrschaftsform, in der politische Privilegien vom Vermögen eines Bürgers abhängen. Erstmals eingeführt wurde ein derartiges Zensuswahlrecht in Athen mit den Reformen Solons im Jahr 594 v. Chr. Basierend auf der Einstufung Platons in seinem Werk Politeia wird sie häufig als Unterform der Aristokratie eingeordnet.

## Begriffsgeschichte
Bereits in den letzten Jahrzehnten des 7. Jahrhunderts v. Chr. wurde eine Einteilung der Bürger in Zensusklassen praktiziert. Dabei wurden die Bürger nach ihren finanziellen Leistungen klassifiziert. Besonders aufgrund der kostenintensiven Bewaffnung und Pferdehaltung für den militärischen Pflichtdienst wurde eine abgestufte Einteilung vorgenommen. Das beinhaltete auch die damit verbundenen politischen Rechte.
Die von Solon in Athen auf der Grundlage der bestehenden Wehrverfassung durchgeführte Klasseneinteilung zog umfangreiche Folgen nach sich. Dieser Klasseneinteilung wurden die Bodenerträge zugrunde gelegt. Möglicherweise wurden von Solon die Bürger ohne Grundbesitz nicht ausgeschlossen. Wahrscheinlich ist, dass er ihr Vermögen in Geldwert, in Drachmen umrechnen ließ. Nach dem Peloponnesischen Krieg (431 bis 404 v. Chr.) hatte die Klasseneinteilung (Klassengesellschaft) praktisch keinerlei Bedeutung mehr. Die Athener lebten am Ende des 4. Jahrhunderts v. Chr. kurzfristig noch einmal unter einer timokratischen Verfassung.
Der ständige Wettbewerb unter den Adligen, ihren Einfluss in den politischen Strukturen zu erhöhen, hatte zur Folge, dass unter den Regierenden oft Zwietracht gesät wurde, weshalb Platon in seiner Politeia die Timokratie als erste von vier Verfallsformen der Aristokratie (vor Oligarchie, Demokratie und Tyrannis) bezeichnet. Dagegen setzte Aristoteles in der Nikomachischen Ethik die Timokratie mit der Politie gleich und beschrieb sie als eine der tugendhaften Staatsformen (neben Monarchie und Aristokratie). Ihre Verfallsform sei die Demokratie.